# Uppvaknandet (Almqvist)
Uppvaknandet är en novell av Carl Jonas Love Almqvist. Den ingår i band I av den så kallade imperialoktavupplagan av Törnrosens bok, vilket utkom 1839. Liksom flera andra av Almqvists verk handlar den om livet efter döden. Mitt i berättelsen är en sång infogad, som återges med notskrift.